# 美国商务服务局

美国商务服务局自1995年至今的官方标志

美国商务服务局（CS）是美国商务部国际贸易署对促进贸易的有力臂膀，帮助美国公司在国际范围内成功运作。美国商务服务局由商务部次長領導，遍布全美及近乎80个国家的美國駐外大使馆和领事馆。由贸易人士所组成的美国商务服务局全球网络帮助成千美国公司每年出口价值成亿美元的商品和服务。
这项工作的涟漪影响整个美国经济，扩大和深化美国出口商基地，消除障碍使得美国中小型公司成功出口，推动美国企业海外利益，并在美国创造就业机会。2009年，美国商务服务局促进了在近200个国际市场的超过12000份出口成交，价值达数十亿美元。